# Forlev
|  | Forlev er også en bebyggelse i Skanderup Sogn, se Forlev (Skanderborg Kommune) |
Forlev (Forlev-Vemmelev) er en by på Sydvestsjælland med 2.551 indbyggere  (2025). Forlev er beliggende i Vemmelev Sogn ved Vestmotorvejen otte kilometer vest for Slagelse og 10 kilometer øst for Korsør. Byen tilhører Slagelse Kommune og er beliggende i Region Sjælland.
Vemmelev Kirke ligger i byen.

## Faciliteter

### Skoler
Forlev-Vemmelev har to skoler, herunder Forlev Friskole og Vemmelev Skole.
Derudover har forlev friskole egen børnehave, Forlev Børnehus.
Offentlige børnehaver i Vemmelev er Vejsgården og Nygården
Vemmelev skole har en stor hal, Vemmelev Hallen.
Stor mulighed for fritidsaktiviteter. Der er diverse sportsgrene i Vemmelev hallen, gode fodboldhold, Ridecenter og Rideskole.

### Indkøb og Spisesteder
Vemmelev har to indkøbsmuligheder;
Netto på Borgergade & DagliBrugsen på akacievej.
Vemmelev har én Cafe ved navn Bonanza.
Desuden er der et pizzeria.

## Historie

### Forlev ulykken
Den 22. januar 1916 afsporede og væltede ni vogne i et godstog ved Forlev station, Vestsjælland. De væltede vogne lå ind over nabosporet, hvor de blev påkørt af et modkørende godstog. Et jernrør var under kørslen gledet ned mellem vognene og havde forårsaget afsporingen. Stumfilmen Togkatastrofen i Forlev er en dokumentarfilm om ulykken.